# Platygastrinae
Die Platygastrinae sind eine Unterfamilie in der Hautflüglerfamilie Platygastridae. Die Typusgattung ist Platygaster Latreille, 1809.

## Merkmale
Die Hautflügler sind meist zwischen ein und zwei Millimeter lang. Molekularbiologische und phylogenetische Studien deuten darauf hin, dass die Platygastrinae in ihrer gegenwärtigen Form eine monophyletische Gruppe bilden.

## Verbreitung
Die Platygastrinae besitzen eine kosmopolitische Verbreitung.

## Lebensweise
Die Platygastrinae sind als koinobionte Parasitoide von Gallmücken (Cecidomyiidae) bekannt. Die Eiablage findet in das Ei oder in ein frühes Larvenstadium des Wirts statt. Die Parasitenlarve schließt ihre Entwicklung erst ab, wenn ihr Wirt das Präpuppen- oder das Puppenstadium erreicht.

## Systematik
Die Platygastrinae umfassen etwa 43 Gattungen.
- Acerotella Masner, 1964
- Aceroteta Kozlov & Masner, 1977
- Allostemma Masner & Huggert, 1989
- Almargella Masner & Huggert, 1989
- Amblyaspis Förster, 1856
- Anectadius Kieffer, 1905
- Anirama Kozlov, 1970
- Annettella Masner & Huggert, 1989
- Anopedias Förster, 1856
- Ceratacis Thomson, 1859
- Criomica Kozlov, 1975
- Diplatygaster Kieffer, 1926
- Eritrissomerus Ashmead, 1893
- Euxestonotus Fouts, 1925
- Gastrotrypes Brues, 1922
- Holocoeliella Huggert, 1976
- Inostemma Haliday, 1833
- Iphitrachelus Haliday, 1836
- Isocybus Förster, 1856
- Isostasius Förster, 1856
- Leptacis Förster, 1856
- Magellanium Masner & Huggert, 1989
- Metaclisis Förster, 1856
- Metanopedias Brues, 1910
- Moninostemma Kieffer, 1914
- Orseta Masner & Huggert, 1989
- Piestopleura Förster, 1856
- Platygaster Latreille, 1809
- Platygasterites Statz, 1938
- Proleptacis Kieffer, 1926
- Proplatygaster Kieffer, 1904
- Prosactogaster Kieffer, 1914
- Prosinostemma Kieffer, 1914
- Prosynopeas Kieffer, 1916
- Pyrgaspis Kozlov, 1967
- Rao Masner & Huggert, 1989
- Sacespalus Kieffer, 1917
- Stosta Kozlov, 1975
- Synopeas Förster, 1856
- Trichacis Förster, 1856
- Trichacoides Dodd, 1914
- Tricholeptacis Kieffer, 1914
- Zelostemma Masner & Huggert, 1989